# La Tribuna Popular
La Tribuna Popular war eine spanischsprachige Abendzeitung, die von 1879 bis 1960 in der uruguayischen Hauptstadt Montevideo erschien.
Die im Jahre 1879 zum ersten Mal erschienene Zeitung war die erste ihrer Art in Uruguay, die mit einem rotierenden Drucksystem gefertigt wurde. Ihre Gründer waren Emilio Lescot und Renaud Reynoud. Zu den Gesellschaftern der Zeitung gehörte auch José Lapido, der sich zu ihrem wichtigsten Impulsgeber entwickelte. Bis 1893 war zudem Francisco Piria mit dem Unternehmen verbunden. Zu den Redakteuren der Zeitung gehörten Washington Beltrán und Florencio Sánchez.
In ihren Anfängen handelte es sich um eine politisch unabhängige Zeitung, die einen wirtschaftlichen Liberalismus vertrat und allen Weltanschauungen und philosophischen Ideen gegenüber offen eingestellt war.
Sie begleitete die politischen und wirtschaftlichen Entwicklungen sowie diejenigen der uruguayischen Gesellschaft während der ersten Hälfte des zwanzigsten Jahrhunderts.
Beheimatet war die schließlich im Jahre 1960 eingestellte Zeitung im Palacio Lapido. Diese Gebäude existiert noch heute in der Avenida 18 de Julio. Die als Nachfolger erschienene Zeitung La Tribuna konnte sich lediglich zwei Jahre am Markt behaupten.